# NGC 7436B
NGC 7436B је спирална галаксија у сазвежђу Пегаз која се налази на NGC листи објеката дубоког неба.
Деклинација објекта је + 26° 8' 59" а ректасцензија 22h 57m 56,1s. Привидна величина (магнитуда) објекта NGC 7436 износи 14,7 а фотографска магнитуда 15,5. NGC 7436B је још познат и под ознакама VV 84.